# 行取
行取，指的是明清兩代的選拔科道官員制度，通常和考選一起進行。《大明會典》曾提及地方州縣的知縣和推官中，若有進士、舉人出身而治績才能出眾者，就可以經由吏部會同都察院行取考選，調職監察御史、六科給事中等官職。例如晚明的名臣楊漣就是從常熟縣知縣經行取後，被提拔為戶科給事中。袁化中也曾經任內黃、涇陽知縣，以政績被朝廷行取考選，最後授予河南道御史的官職。
萬曆年間，明神宗倦勤怠政，官缺不補，於是當時科道曾經出現「上久格行取，言路寥寥，其中者，俱積資歲久」、「近因主上久不考選科道，其俸滿應行取同咨到部守候者，充滿輦下」的情況。崇禎年間，御史王道純就曾提出晚明「天下守令甲科當十之三，而舉貢其七。考選之所及者，甲科得其九，乙榜得其一」，可見晚明以後，行取考選制度開始演變為「首甲科，次鄉科」的不平衡狀態，大部份都是進士出身的知、推官員才能被錄入行取冊內。清朝大體跟隨明制，但略有進行改良，例如清聖祖時期就命令「行取州縣，曾陷賊中者勿選科道」，有時還會委任行取未補官者，作為「額外御史」隨班議事。